# Prodromus Plantarum Capensium
Prodromus Plantarum Capensium (abreviado Prodr. Pl. Cap.) es un libro con descripciones botánicas que fue escrito por el explorador, naturalista, y botánico sueco Carl Peter Thunberg y publicada la primera parte en el año 1794; y la parte final en el año 1800. Fue editada con el nombre de Prodromus Plantarum Capensium, quas in Promontorio Bonae Spei Africes, annis 1772-1775, collegit Carol. Peter. Thunberg. Upsaliae.